# Willem Hendrik de Vriese
Willem Hendrik de Vriese (Oosterhout, Észak-Brabant, 1806. augusztus 11. – Leiden, 1862. január 23.) holland botanikus.

## Élete
Kezdetben Rotterdamban folytatott orvosi gyakorlatot, majd ugyanott a botanika lektora volt egy klinikai iskolában. Később professzor lett Amszterdamban, utóbb 16 éven át Leidenben. 1834-től 1841-ig kiadta a Tijdschrift voor Natuurlijke Geschiedenis en Physiologie folyóiratot (Jan van der Hoeven zoológussal közösen), majd más botanikusokkal együtt a Nederlandsch Kruidkundig Archief című folyóiratot. 1857-ben Hollandia ázsiai gyarmataira utazott, hogy a haszonnövényeket tanulmányozza. 1861-ben tért vissza hazájába.

## Munkáiból
- Plantae novae et minus cognitae Indiae Batavae Orientalis (Amszterdam, 1845)
- Plantae Indiae Batavae Orientalis, quas exploravit С. G. Reinwardt (Liden, 1856–57)
- Mémoire sur le camphrier de Sumatra et de Borneo (1856)
- De Vanielje van Ost-India (1856)
- De Kina-boom uit Zuid-America overgebragt naar India (1855).